# 띠엔강

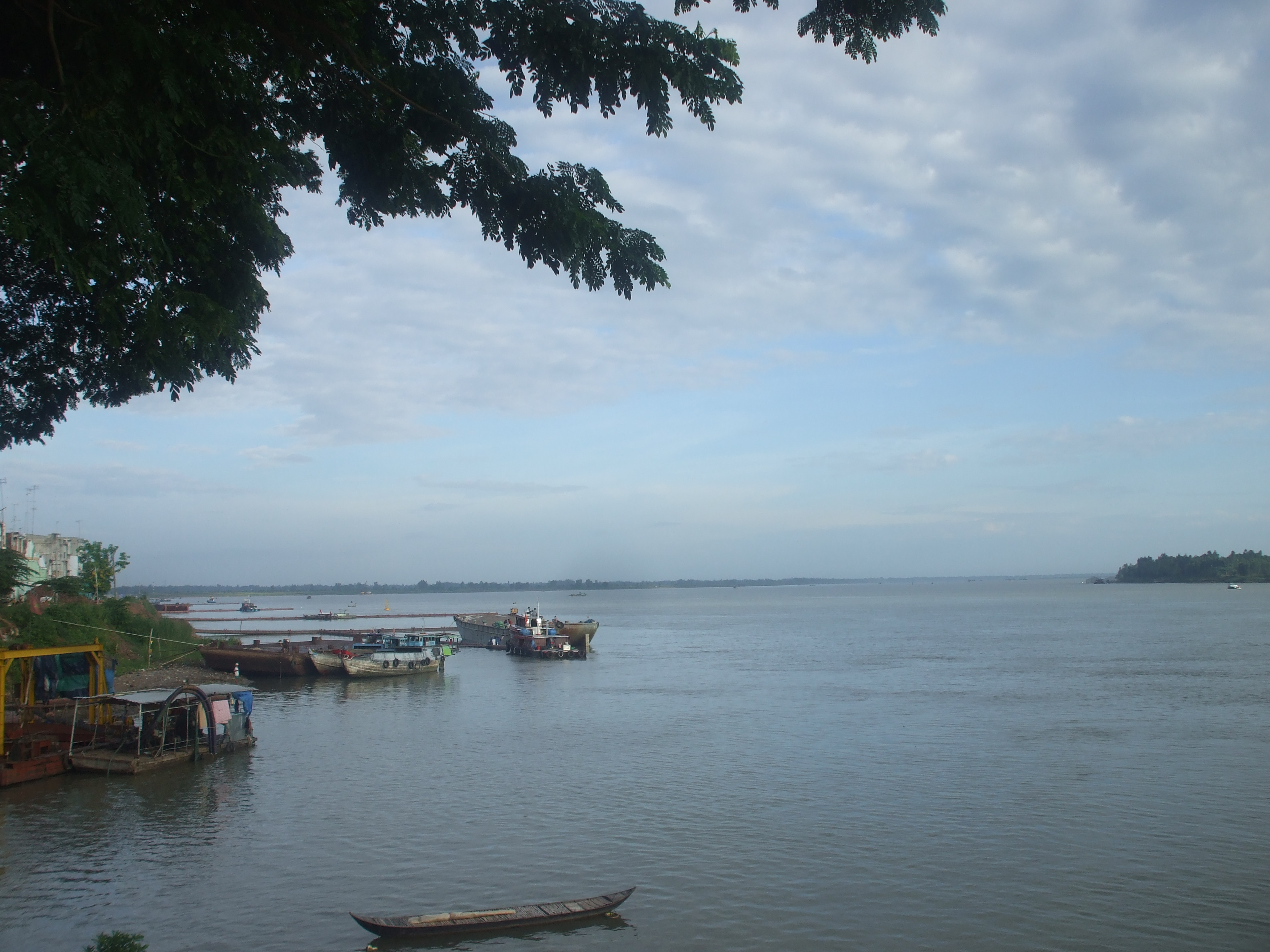
안장성을 흐르는 띠엔강

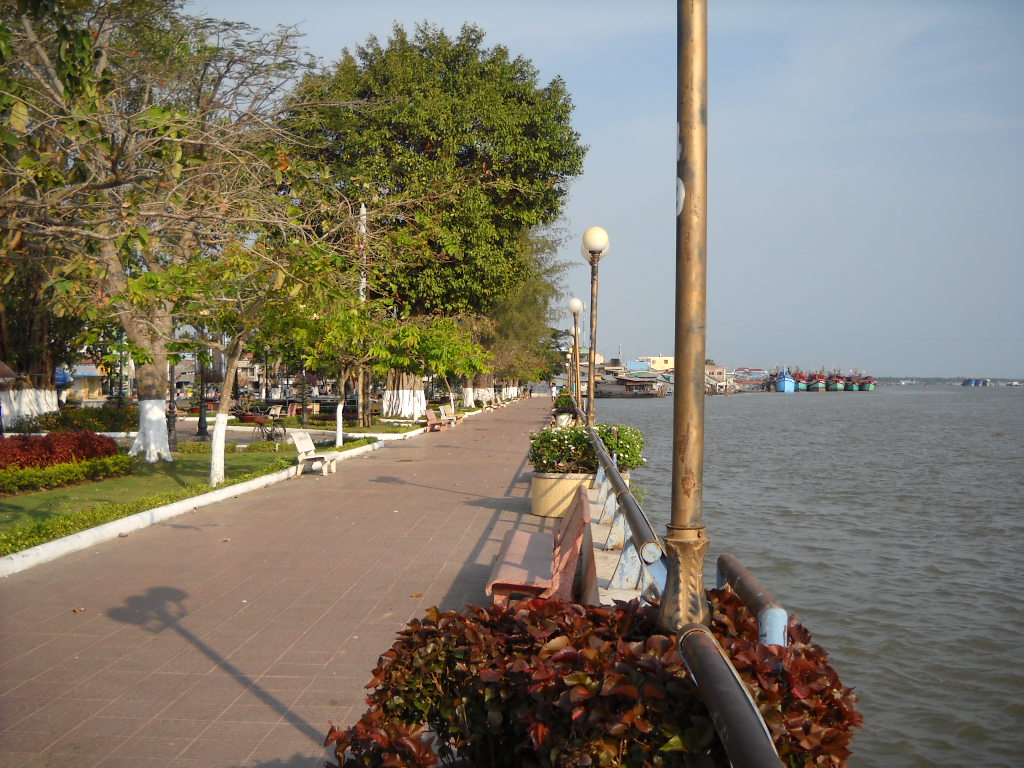
미토의 띠엔강

띠엔강(베트남어: Sông Tiền, Tiền Giang / 瀧前, 前江)은 메콩강 북부의 주요 지점이다. 전체 길이는 234 km에 이른다.
메콩강은 프놈펜에서 베트남에 들어온 후 띠엔강이라고 불리는 메콩 고유강(Mekong uth)의 북쪽 주요 지류이며, 베트남에 들어온 후 허우강(Sông Hậu)이라고 불리는 바싹강의 남쪽 지류로 갈라진다.
베트남의 경우 북부의 띠엔강 또는 띠엔장 분지의 길에는 미토강, 발라이강, 함르엉강, 꼬찌엔강이 포함된다.